# Mats Ekeroth
Mats Sixten Ekeroth, född 31 maj 1945 i Visby församling i Gotlands län, är en svensk militär.

## Biografi
Ekeroth avlade officersexamen vid Krigsskolan 1972 och utnämndes samma år till officer vid Gotlands luftvärnsbataljon, där han befordrades till kapten 1975. År 1983 befordrades han till major och han var 1984–1985 detaljchef vid Informationsavdelningen i Arméstaben. Han tjänstgjorde 1985–1987 vid Operationsledning 1 i Försvarsstaben och befordrades till major 1986. Åren 1987–1990 var han sektionschef vid Gotlands militärkommando, befordrad till överstelöjtnant 1988. Han var utbildningsledare vid Gotlands luftvärnsbataljon 1990–1991. År 1991 utnämndes han till överstelöjtnant med särskild tjänsteställning, varpå han var informationschef för armén 1991–1993. Han befordrades 1993 till överste, varefter han var linjechef vid Militärhögskolan 1993–1995 och chef för Älvsborgsbrigaden 1995–1997. Han var dessutom från oktober 1996 till april 1997 chef för Bosnien BA07.[källa behövs] Åren 1997–2000 var han ställföreträdande chef för Försvarsmaktens internationella centrum, varefter han lämnade Försvarsmakten. Han var 2001–2007 kanslichef vid SIF. Från april till oktober 2011 var han tillförordnad kanslichef vid PTK.
Mats Ekeroth invaldes 1993 som ledamot av Kungliga Krigsvetenskapsakademien.